# Les Escoumins
Les Escoumins är en kommun och tätort (centre de population) i provinsen Québec i Kanada. Den ligger i regionen Côte-Nord, i den östra delen av landet, 600 km nordost om huvudstaden Ottawa.